# Sotés
Sotés è un comune spagnolo di 254 abitanti situato nella comunità autonoma di La Rioja.